# Klorsvavelsyra
Klorsvavelsyra är en syra med formeln HSO3Cl. Den är analog med fluorsvavelsyra och kan betraktas som ett mellanting mellan svavelsyra och sulfurylklorid.

## Egenskaper
Klorsvavelsyra är en så kallad supersyra med pKa = -6. Vid kontakt med vatten hydrolyseras den till svavelsyra och saltsyra.
{\displaystyle {\rm {HSO_{3}Cl+H_{2}O\rightarrow H_{2}SO_{4}+HCl}}}

## Framställning
Klorsvavelsyra kan framställas genom att lösa svaveltrioxid (SO3) i saltsyra (HCl).
{\displaystyle {\rm {HCl+SO_{3}\rightarrow HSO_{3}Cl}}}
Det kan också framställas genom att svavelsyra (H2SO4) kloreras med fosforpentaklorid (PCl5).
{\displaystyle {\rm {PCl_{5}+H_{2}SO_{4}\rightarrow HSO_{3}Cl+POCl_{3}+HCl}}}

## Användning
Klorsvavelsyra används för att framställa sulfonsyror.
{\displaystyle {\rm {{\mathit {R}}\!\!-\!\!H+HSO_{3}Cl\rightarrow {\mathit {R}}\!\!-\!SO_{2}OH+HCl}}}
Klorsvavelsyra används också för att lösa nanorör av kol utan att angripa dem kemiskt vilket gör att de kan spinnas eller vävas.